# Billy Corgan
William Patrick (Billy) Corgan (Elk Grove Village, 17 maart 1967) is een Amerikaans muzikant en promotor in het professioneel worstelen. Billy is het best bekend als de zanger en gitarist van de alternatieve rockgroep The Smashing Pumpkins, die van 1988 tot 2000 bestond. Sinds 2017 is Corgan de promotor en eigenaar van de National Wrestling Alliance (NWA).
In 2006 herenigde de band zich na een onderbreking van zes jaar. In 2007 verscheen een nieuw album van The Smashing Pumpkins met de titel Zeitgeist. Naast Corgan heeft van de originele bandleden alleen drummer Jimmy Chamberlin aan dit album meegewerkt. Met The Smashing Pumpkins maakte hij zes albums, waarvan Siamese Dream en Mellon Collie and the Infinite Sadness de succesvolste bleken.
In 2011 begon Corgan zijn carrière in het professioneel worstelen en richtte hij de worstelorganisatie Resistance Pro Wrestling op. In 2015 tekende hij een contract bij Total Nonstop Action Wrestling (TNA) en in augustus 2016 werd hij voorzitter van de organisatie. Nadat hij in november 2016 bij TNA vertrokken was, kocht hij in oktober 2017 de National Wrestling Alliance over en maakte hij van NWA weer een reguliere worstelorganisatie in plaats van een bestuursorgaan.

## Jonge jaren

### Jeugd
Corgan werd geboren in Elk Grove Village, VS. Hij werd vernoemd naar zijn vader William Patrick Corgan, die bluesmuzikant en monteur was. Billy Corgan groeide op in Elk Grove Village, een voorstad van Chicago, waar hij de Glenbard North High School bezocht.
In zijn jeugdjaren was Corgan vooral bekend onder de naam Little Bill, omdat zijn vader al Billy genoemd werd. Toen hij drie was, scheidden zijn ouders en de jaren erna bracht hij bij verschillende familieleden door.
Toen Corgan negen was, hertrouwde zijn vader en kreeg hij een halfbroer, Jesse, die verstandelijk gehandicapt was. Al vroeg moest Corgan als gevolg van familieomstandigheden veel verantwoordelijkheid voor Jesse dragen. Jaren later zou hij het lied "Spaceboy" van het tweede album Siamese Dream van zijn band The Smashing Pumpkins aan zijn halfbroer opdragen.
Toen zijn vader voor de tweede maal scheidde, bleef hij bij zijn stiefmoeder wonen. Zijn beide biologische ouders konden of wilden geen verantwoordelijkheid voor hem nemen. Ook op de Glenbard North High School had Corgan het moeilijk. Hij voelde zich een echte einzelgänger: "My earliest memory is of feeling different. My parents told me that I wasn't like other children." (Mijn eerste herinnering is er een van anders te zijn. Mijn ouders vertelden me dat ik niet zoals andere kinderen was.)

### The Marked
In 1985 richtte Corgan zijn eerste band op, The Marked, samen met Ron Roesing en Dale Meiners. De naam verwijst naar de littekens op Corgans handen en naar de drummer van de band. Marked betekent tevens 'uitgesproken'. De band besloot zijn geluk in Florida te beproeven maar oogstte daar weinig succes. Wel leerde Corgan nieuwe bands kennen, zoals de Red Hot Chili Peppers (destijds nog nagenoeg onbekend). Na negen maanden keerde hij platzak terug richting Chicago, waar hij noodgedwongen bij zijn vader introk. Na slechts twintig optredens kwam er een einde aan het bestaan van de band.

## The Smashing Pumpkins
Eenmaal terug in Chicago probeerde Corgan nieuwe muzikale contacten te leggen. In 1988 besloot hij samen met James Iha de The Smashing Pumpkins op te richten. De naam is afkomstig van Corgan, maar lijkt geen diepere betekenis te hebben. Later verklaarde hij hierover: "It could have been any vegetable." (Het had elke groente kunnen zijn.) Toen de bassiste D'arcy Wretzky zich bij hen aansloot, begon de band op te treden (vooralsnog met drumcomputer). Later werd nog drummer Jimmy Chamberlin in de band opgenomen.
Van het begin af aan schreef Corgan de meeste liederen. Later zou hij ook nog een groot aandeel krijgen in de productie van de albums. Het eerste album Gish werd nog door Butch Vig geproduceerd, die bekend is als de producer van Nirvana en als drummer van de band Garbage. The Smashing Pumpkins probeerden associaties met de muziekstijl grunge uit Seattle te vermijden door zich aan te sluiten bij het Hut-label uit Chicago, dat onder Virgin Records valt.
De volgende twee studiealbums, Siamese Dream (1993) en Mellon Collie and The Infinite Sadness (1995), waren nog succesvol, maar het succes brak de groep na twee albums op. Tijdens de wereldtournee in 1996 was drummer Chamberlin aan drugs verslaafd. Op 12 juli 1996 namen Chamberlin en toetsenist Jonathan Melvoin een overdosis heroïne, waarbij de eerste overleefde, maar Melvoin stierf. De band ontsloeg daarna op staande voet de drummer, die op het volgende album Adore (1998) niet zou meespelen en vervangen zou worden door een drumcomputer en gastdrummers. Dit album was ook minder succesvol. Billy Corgan betitelde het als een zeer persoonlijk album, waarvan liederen als For Martha, een lied voor zijn overleden moeder, getuigen. Het volgende album Machina/The Machines of God (2000), opnieuw met drummer Chamberlin, leek weer meer bij oudere albums aan te sluiten. Het zou echter het laatste blijken. In mei van 2000 bekende de zanger dat hij al maanden met het idee rondliep om een einde aan de band te maken. Hij had het gevoel dat de 'pumpkins' "emotioneel, spiritueel en muzikaal aan het einde waren".
In juni 2006 verscheen niettemin de volgende mededeling op Corgans website:
it's official, The Smashing Pumpkins are currently writing songs for their upcoming album, their first since 2000. no release date has yet been set, but the band plans to begin recording this summer.
Een jaar later, op 7 juli 2007, verscheen het album Zeitgeist. Voor het verschijnen gaf de groep al op 26 mei zijn eerste concert sinds de heropstart in de Ancienne Belgique in België en op 28 mei 2007 op Pinkpop in Nederland. Naast drummer Jimmy Chamerlin is Billy Corgan het enige lid van de originele bezetting.
De relatie tussen Corgan en de andere bandleden is altijd omstreden geweest. Enerzijds roemde hij de chemie tussen de bandleden, anderzijds zag hij hen als te passief om bij het creatieve proces betrokken te worden. Op zijn eigen website (inmiddels offline) schreef Corgan hier uitvoerig over, terwijl de andere bandleden hierover minder in de openbaarheid treden.

## Overig werk

### Zwan
Na het uiteenvallen van The Smashing Pumpkins richtte Corgan samen met drummer Chamberlin, Matt Sweeney en David Pajo in 2001 de band Zwan op. De voormalige bassist van A Perfect Circle, Paz Lenchantin trad een jaar later tot de band toe. Met deze band maakte Corgan melodische pop-rockmuziek. De band was echter geen lang leven beschoren, want op 15 september 2003 verklaarde Corgan in een interview op een Amerikaanse radiozender (WGN-9) dat de band officieel was ontbonden.

### Solodebuut
Op 21 juni 2005 kwam het eerste soloalbum van Billy Corgan uit, getiteld The Future Embrace, dat in samenwerking met Bjorn Thorsrud en Bon Harris was geproduceerd. De plaat is gemixt door Alan Moulder, die ook al eerdere werken van The Smashing Pumpkins mixte. Op het album staan elf liederen. Walking Shade is de eerste single van het album. Op 8 juni 2005 vond een van de eerste solo-optredens van Billy Corgan plaats in De Vooruit in Gent. Daags nadien speelde hij in Paradiso in Amsterdam.
Al eerder verscheen in de Verenigde Staten van Corgans hand een gedichtenbundel met de titel Blinking with Fists (2004).

### Interviewer
In 2025 begon Corgan een webserie op YouTube genaamd The Magnificant Others with Billy Corgan, waarin hij lange interviews met artiesten en andere belangrijke spelers uit de muziekwereld doet. De interviews zijn ook als podcast te beluisteren.
- Bibsys: 6035833
- Bibliothèque nationale de France: cb14008671t (data)
- Gemeinsame Normdatei: 134995198
- International Standard Name Identifier: 0000 0003 6858 6290
- Library of Congress Control Number: nb97040796
- MusicBrainz: 3cbfd3e3-6d9b-4327-84ba-42cf646c98f9
- Nationale Bibliotheek van Tsjechië: ola2002153046
- Nationale Bibliotheek van Israël: 987007450287505171
- Nationale Bibliotheek van Polen: a0000001899874
- SNAC: w6dv4711
- Système universitaire de documentation: 080491855
- Virtual International Authority File: 25821451
- WorldCat: E39PBJwX8CDXH7Mgt6TXJpdvpP